# Max Kauffmann
Max Kauffmann (ur. 27 sierpnia 1871 w Brugg, zm. 1923?) – niemiecki lekarz, psychiatra i neurolog, doktor nauk medycznych, doktor filozofii i doktor prawa. W 1918 roku został profesorem psychiatrii i neurologii w Halle. Zaginął w 1923 roku w szwajcarskich Alpach – nie wrócił z wyprawy na szczyt.